# Netlib
Netlib は、米国のAT&T、ベル研究所、テネシー大学、オークリッジ国立研究所が共同で管理するソフトウェア・リポジトリ（集積所）である。Netlibには多数のプログラムとライブラリが集められている。その多くは Fortranで書かれているが、そうでないものもある。
集められているソースコードの法的な位置づけは、必ずしも明確にはなっていない。中にはパブリック・ドメインであることがはっきりしているものもある（SLATECなど）が、ライセンスや利用条件が特に示されていないプログラムが多数ある。
NetlibはGuide to Available Mathematical Softwareでも紹介されている。